# 1000日のアン
『1000日のアン』（せんにちのアン、英: Anne of the Thousand Days）は、1969年公開の歴史映画。16世紀のイングランド国王ヘンリー8世の妃アン・ブーリンの物語。
ハル・ウォリス製作、チャールズ・ジャロット監督、ユニヴァーサル映画配給。脚本はマクスウェル・アンダーソンによる1948年の戯曲に基づき、ブリジット・ボランド、ジョン・ヘイルおよびリチャード・ソコロヴが脚色した。元のアンダーソンの戯曲の無韻詩様式は、ロンドン塔でのアンの独白などの数箇所に残っている。
本作品は否定的な批評も多く受けたにもかかわらず、アカデミー賞10部門の候補に挙げられ、衣装デザイン賞を獲得した。ユニヴァーサルスタジオでの贅沢な広告キャンペーンでは、アカデミー賞の選考委員にシャンパンとフィレミニョンが供されたという。

## あらすじ
16世紀のイングランド、国王ヘンリー8世は早世した兄の妻キャサリンを娶り、娘を儲けていた。しかし、どうしても世継ぎの男子が欲しく、また年上の妻に飽き飽きしていた。1527年、ヘンリーは宮廷で当時18歳のアン・ブーリンを見初めるが、すでに婚約者がいたアンは、姉が王の愛人として庶子を産んでいたこともあり、同じ境遇になることを拒否する。
それでも王は諦めず、婚約を解消させたばかりか、キャサリン王妃の女官として宮廷に出仕するようアンに命ずる。愛人になるよう迫るヘンリーに、アンは決して庶子は生まないと繰り返す。なんとしても息子が欲しいヘンリーは、キャサリンを離婚してアンと結婚するというアイデアを思いつく。アンは驚くがそれに同意する。
しかしキャサリンは強大なカトリック国スペインの出身であり、ローマ教皇が離婚あるいは婚姻の無効を認めるはずもなく、教皇の説得に失敗したウルジー枢機卿は解任される。王はついにローマとの決別を決意する。ヘンリーの決断に感激したアンはようやく求愛を受け入れる。やがて妊娠を知ったアンとヘンリーはひそかに結婚する。アンは見事な即位式を挙げるが、人々は彼女を「王の売春婦」とあざける。
数ヵ月後に、アンは娘エリザベスを産む。ヘンリーは男子でなかったことに落胆し、アンとの仲は冷え始める。ヘンリーの興味はアンの女官の一人であるレディ・ジェーン・シーモアに移る。それに気づいたアンは宮廷からジェーンを追い出す。しかしアンの次の妊娠も失敗する。男子ではあったが死産だったのだ。
ヘンリーは大法官トマス・クロムウェルに命じてアンを追い払う方法を見つけさせる。クロムウェルは使用人を拷問することによって王妃との姦通の偽の証言を引き出し、また他に4人の廷臣を姦通の罪で逮捕する。アンもロンドン塔に拘禁されるが初めは馬鹿げたことであると考えていた。しかし自分の兄も近親相姦の罪で逮捕されるに至り、ついに自らの運命を知る。
アンは裁判で姦通を自供した使用人マーク・スミートンを尋問する機会を得て、その証言が嘘であったことを認めさせた。その夜、アンを訪ねたヘンリーは、結婚を無効にすることに同意すれば自由を与えると提案するが、アンは拒絶する。それは娘エリザベスを庶子とする提案に他ならなかった。
数日後、ついにアンは打ち首となった。ヘンリーはそのとき、ジェーン・シーモアと結婚するために館に赴くところだった。アンの処刑を告げる号砲が鳴り響いたとき、エリザベスは宮殿の庭で歩き方の練習に励んでいた。

## キャスト
| 役名                       | 俳優                           | 日本語吹替                                    |
| 役名                       | 俳優                           | NET版                                         |
| -------------------------- | ------------------------------ | --------------------------------------------- |
| ヘンリー8世                | リチャード・バートン           | 高橋昌也                                      |
| アン・ブーリン             | ジュヌヴィエーヴ・ビュジョルド | 鈴木弘子                                      |
| キャサリン・オブ・アラゴン | イレーネ・パパス               | 山田早苗                                      |
| ウルジー枢機卿             | アンソニー・クエイル           | 渥美国泰                                      |
| トマス・クロムウェル       | ジョン・コリコス               | 穂積隆信                                      |
| トマス・ブーリン           | マイケル・ホーダーン           | 杉田俊也                                      |
| エリザベス・ブーリン       | キャサリン・ブレイク           |                                               |
| ジョージ・ブーリン         | マイケル・ジョンソン           | 野島昭生                                      |
| ノーフォーク卿             | ピーター・ジェフリー           | 寺島幹夫                                      |
| マーク・スミートン         | ゲイリー・ボンド               | 井上真樹夫                                    |
| ジェーン・シーモア         | レスリー・パタースン           |                                               |
| メアリー姫                 | ニコラ・パジェット             |                                               |
| 群衆                       | エリザベス・テイラー           |                                               |
| 不明 その他                | N/A                            | 峰恵研 北村弘一 藤本譲 清川元夢 嶋俊介 加藤修 |
| 日本語スタッフ             |                                |                                               |
| 演出                       |                                |                                               |
| 翻訳                       |                                |                                               |
| 効果                       |                                |                                               |
| 調整                       |                                |                                               |
| 制作                       | 制作                           | グロービジョン                                |
| 解説                       | 解説                           | 淀川長治                                      |
| 初回放送                   | 初回放送                       | 1976年1月11日 『日曜洋画劇場』                |

## 背景と製作
この映画のベースとなった戯曲『1000日のアン』は、1948年12月8日にブロードウェイのシューバート劇場で初演された。演出はH・C・ポッターで、レックス・ハリソンとジョイス・レッドマンがヘンリー8世とアン・ブーリンに扮し、288日のロングランを記録した。ハリソンはこの演技でトニー賞を獲得した。
しかし不倫、私生児、近親相姦というテーマがアメリカの映画製作コードに触れたため、『1000日のアン』の映画化までには20年の年月を要した。映画の撮影はロンドンおよびパインウッド・スタジオ、およびシェパートン・スタジオで行われた。

## 時代考証
- アンの姉メアリー・ブーリンの2人の子供たちの一方または両方がヘンリー8世を父とするかどうかについては歴史家によっていろいろ論じられている。アリソン・ウィアーはその著書『ヘンリー8世：王とその宮廷（Henry VIII: The King and His Court）』で、ヘンリー・ケアリーの父であることに疑いを示している[2]。『国王の改革（The King's Reformation）』の著者G・W・バーナード博士や『アン・ブーリン、悲劇のイングランド王妃の新たな生涯（Anne Boleyn: A New Life of England's Tragic Queen）』、『キャサリン・ハワード、テューダーの陰謀（Katherine Howard: A Tudor Conspiracy）』の著者ジョアンナ・デニーは、二人の父親がヘンリー8世であったと主張している。
- アン・ブーリンは1527年に18歳でなかったかもしれない。彼女の生年月日は記録されていない。
- 史料は、ヘンリーとアンの結婚生活の終結が1534年の流産から始まり、1536年の男子の死産に至って現実となったことを示している。
- アンの結婚は無効になったが、それと引き換えに助命が提案されることはなかった。王の要求を受け入れることによって保証されたのはエリザベスの安全であった。
- ヘンリーはアンの裁判に介入せず、また証人に反対尋問する機会をアンが与えられることもなかった。アンと王が最後に会ったのは、アンの拘束の前日、馬上槍の試合の場であった。
- 『1000日のアン』では、アンはすべての容疑について無罪であるとされており、これは歴史的にも正しいと考えられている。エリック・W・アイヴスとリサ・ウォーニック、ジョアンナ・デニー、それにテューダー朝の研究者デイヴィッド・スターキーの著したアンの伝記は、アンが不倫、近親相姦、および魔法のいずれについても無罪であったとしている。

## 受賞
1969年アカデミー賞
- 衣装デザイン賞（マーガレット・ファース）：受賞
- 主演男優賞（リチャード・バートン）：候補
- 主演女優賞（ジュヌヴィエーヴ・ビュジョルド）：候補
- 助演男優賞（アンソニー・クエイル）：候補
- 美術賞（モーリス・カーター、ライオネル・クーチ、パトリック・マクローリン）：候補
- 撮影賞（アーサー・イベットソン）：候補
- 作曲賞（ジョルジュ・ドルリュー）：候補
- 作品賞 ：候補
- 音響編集賞（ジョン・アルドレッド）：候補
- 脚本賞（ジョン・ヘイル、ブリジット・ボランド、リチャード・ソコロヴ）：候補

1970年ゴールデングローブ賞（第27回）
- 主演女優賞（ドラマ部門）（ジュヌヴィエーヴ・ビュジョルド）：受賞
- 作品賞（ドラマ部門）：受賞
- 監督賞（チャールズ・ジャロット）：受賞
- 脚本賞（ジョン・ヘイル、ブリジット・ボーランド、リチャード・ソコロヴ）：受賞
- 主演男優賞（ドラマ部門）（リチャード・バートン）：候補
- 助演男優賞（アンソニー・クエイル）：候補
- 作曲賞（ジョルジュ・ドルリュー）：候補

1971年英国アカデミー賞（BAFTA）
- 美術賞（モーリス・カーター）：候補
- 衣裳デザイン賞（マーガレット・ファース）：候補

## 注記
1. ↑  『オスカーの内幕（Inside Oscar）』メイソン・ワイリー&ダミアン・ボア（バランタインブックス（1986年）434頁）
2. ↑  Weir. Henry VIII: The King and His Court. pp. p.216